# 章邯
章邯（？—前205年），秦末名將。在陳勝、吳廣發動大澤之變之後，章邯率秦軍擊滅周章、田儋、魏咎、鄧說、伍徐、田臧、李歸、蔡賜、陳勝、項梁（項羽的叔父）等。在前207年的鉅鹿之戰中，蘇角、王離被楚將項羽諸侯聯軍擊敗後，章邯率秦軍向項羽投降。秦國滅亡之後，項羽自立为西楚霸王，把關中封給章邯及其部將司馬欣、董翳（史稱三秦），章邯為雍王，定都廢丘。楚漢相爭時，漢王劉邦在關中展開三秦戰役，章邯被漢軍水淹廢丘击败，被俘後不屈，自刎而死。

## 生平

### 東破民變
秦二世二年（前208年）冬，最先反秦的陳勝軍聲勢浩大，陳勝部將周章等人率领大軍（《史記三家註》說數十萬人，《漢書》說是十萬）逼近首都咸陽，秦二世大驚，與群臣商議。當時位列九卿中之少府的章邯，建議秦二世赦免驪山刑徒，編成軍隊以對抗陳勝軍。於是，二世任命章邯為將軍，率領這支新軍迎戰強敵。章邯旗開得勝，周章兵敗退出關中，不久再被章邯擊敗，周章兵敗自裁。秦二世又派遣長史司馬欣、都尉董翳輔佐章邯作戰。
章邯向東進軍，陸續擊破各起義軍，秦二世二年十二月，陳勝在城父（約今日安徽亳州）敗死。章邯攻魏，魏王魏咎在臨濟被圍，章邯擊敗來援的齊軍，齊王田儋被殺，魏咎不支，向章邯請降，以自身換得秦兵不屠城後自焚。章邯進攻齊將田榮，楚將項梁帶兵援救田榮，擊退了章邯。後來因項梁輕敵及秦二世增兵支援章邯，秦二世二年九月，章邯在定陶大破楚軍，項梁戰死，是為定陶之役。三年十月，章邯率军攻破邯郸。

### 降楚
秦二世三年（前207年）章邯率兵渡過黃河（一說漳河）攻趙，把趙王趙歇圍困於鉅鹿。楚將項羽與諸侯聯軍率兵救趙，在鉅鹿之战中大敗秦軍王離。四月，章邯派司馬欣向咸陽請求援兵，但趙高不允，並派人追殺司馬欣。五月，司馬欣回到軍營後告訴章邯朝廷已被趙高控制，「將軍有功亦誅，無功亦誅。」六月，項羽楚軍大敗秦軍於三戶津和汙水。七月，章邯擔心趙高迫害，遂與司馬欣、董翳率秦軍約20萬眾於殷墟向項羽投降，和诸侯联军达成协议，欲封章邯为雍王，統治关中之地。
前207年十二月，項羽分封十八諸侯。由此封章邯為「雍王」，轄咸阳以西，以廢丘為都；封司馬欣為「塞王」，轄東秦；封董翳為「翟王」，轄北秦。三分關中之地，史稱「三秦」。

### 兵敗身亡
前206年八月，劉邦採用韓信「暗渡陳倉」之計繞道襲擊章邯，章邯不敵，退守廢丘。前205年，司馬欣、董翳降漢；元月漢軍俘虜章邯之弟章平；六月劉邦讓漢軍引河水淹廢丘，章邯被劉邦部將朱軫俘虜後自殺。

## 後人
因雍國被漢所滅，後人遷居仇山，並改姓章仇，在北魏時族人才回到中原。唐朝劍南節度使章仇兼瓊為其後人。

## 文藝作品
- 《楚河漢界》-劉國誠飾
- 《西楚霸王》-张学浩飾
- 《西楚霸王》-许还山飾
- 《漢劉邦》-崔岱飾
- 《楚漢驕雄》-蔡國慶飾
- 《楚漢風雲》-賈石頭飾
- 《玫瑰江湖》(戰神)-李耀敬飾
- 《大将军韩信》-魏德山飾
- 《王的女人》-錢小豪飾
- 《楚漢傳奇》-曹衛宇飾
- 《秦时明月》-李昱孚飾

### 動畫
- 《秦時明月》-章邯（配音：劉北辰）